# Црна
Црна (макед. Црна Река, в верховье называется Церска и Матица) — река, протекает в Северной Македонии. Является крупным притоком реки Вардар. Длина реки составляет 207 км.
Река берёт своё начало с источника Милошо-Чешме близ села Цер.
От равнины Пелагония до долины Тиквеш на протяжении 80 км простирается каньон реки Црна. Практически повсюду реку окружают горы. Црна течёт в каньоне между горой Селечка-Планина и массивом Орле-Галачин по левому и холмами Мариово и плато Витачево по правому берегу.
Название означает «чёрная река» на македонском языке. В древности называлась Эригон (др.-греч. Ἐριγών). Происхождение этого топонима связывают с др.-греч. έρεβος «мрак», алб. errët «тёмный», арм. erek «вечер» и иногда рассматривают как реликт балканской (Пеония) прародины протоармянского языка.